# 清水賢吾
清水 賢吾（しみず けんご、1983年11月17日 - ）は、日本の男性空手家、キックボクサー。東京都板橋区出身。極真会館（松井派）所属。

## 人物
- 極真会館（松井派）第9回、第10回全世界空手道選手権大会　日本代表
- RISE第３代ヘビー級王者、シュートボクシング初代ヘビー級王者
- Road to GLORY  JAPAN−85kgトーナメント優勝
- キックボクシングの試合では、高いKO率を誇り、「破壊兵器」の異名をとる。

## 来歴
- 16歳の時、プロレスラーに憧れて極真会館東京城北支部　上板橋道場に入門。
- 2003年6月7-8、第20回全日本ウェイト制空手道選手権大会　中量級で19歳でベスト8に入賞。
- 2004年6月12-13日、第21回全日本ウェイト制空手道選手権大会　軽重量級でベスト8に入賞。
- 2005年6月4-5日、第22回全日本ウェイト制空手道選手権大会　軽重量級でベスト8に入賞。
- 2006年3月12日、「TRIAL LEAGUE」でキックデビュー。鶴巻伸洋と対戦し1RKO勝利。
- 2007年6月9-10日、第24回全日本ウェイト制空手道選手権大会　軽重量級で準優勝。これにより、第9回全世界空手道選手権大会の日本代表となる。
- 2007年11月16-18日、第9回全世界空手道選手権大会に出場。
- 2009年6月1日、シュートボクシングに参戦。伊賀弘治と対戦し、1RKO勝利。
- 2009年8月11日、K-1 WORLD GP 2009 IN TOKYOで行われたオープニングファイトで、河野真弓と対戦し、1R34秒に膝蹴りでKO勝利。
- 2010年7月31日、「RISE 68」で上原誠と対戦し、2Rにダウンを奪うも、3Rに左ハイキックをもらい、逆転KO負け。
- 2010年11月23日、「S-Cup2010」で井上俊介と対戦し、3RTKO勝ち。
- 2011年2月27日、「RISE 74」で、元WMAF世界ウェルター級王者高萩ツトムと対戦し、1Rにダウンを奪われるも、3Rに右ハイキックで逆転KO勝ち。
- 2011年6月11-12日、第28回全日本空手道選手権大会重量級に出場。ベスト8に終わるものの、館長推薦により、第10回全世界大会日本代表となる。
- 2011年11月4-6日、第10回全世界空手道選手権に出場。
- 2012年10月25日、「RISE90」で羅王丸と対戦し、3Rに右ハイキックでKO勝ち。これにより、RISE第3代ヘビー級王者となる。
- 2013年5月3日、Road to GLORY  JAPAN−85kgで準決勝で新村優貴、決勝でマグナム酒井を破り、優勝する。これにより、GLORY−85kg世界大会の日本代表選手となる。

## 戦績
| キックボクシング 戦績 | キックボクシング 戦績 | キックボクシング 戦績 | キックボクシング 戦績 | キックボクシング 戦績 | キックボクシング 戦績 | キックボクシング 戦績 |
| --------------------- | --------------------- | --------------------- | --------------------- | --------------------- | --------------------- | --------------------- |
| 35 試合               | (T)KO                 | 判定                  | その他                | 引き分け              | 無効試合              |                       |
| 28 勝                 | 22                    | 6                     | 0                     | 0                     | 0                     |                       |
| 7 敗                  | 4                     | 3                     | 0                     | 0                     | 0                     |                       |

| 勝敗 | 対戦相手               | 試合結果                      | 大会名                                             | 開催年月日     |
| ○    | キム・ヒョンミン       | 2R1:03 KO（右ストレート）     | RISE102                                            | 2014年11月16日 |
| ×    | マグナム酒井           | 3R終了 判定0−3                | RISE 100〜BLADE0〜                                 | 2014年7月12日  |
| ○    | 天田ヒロミ             | 3R 1:47 KO（右ハイキック）    | RISE 99                                            | 2014年4月29日  |
| ○    | 瀧川リョウ             | 2R 1:36 KO（右膝蹴り）        | RISE 97                                            | 2014年1月25日  |
| ×    | ジョー・シリング       | 3R終了 判定0-3                | GLORY 10                                           | 2013年9月28日  |
| ○    | マグナム酒井           | 3R終了 判定3-0                | Road to GLORY JAPAN -85kg【決勝】                  | 2013年5月3日   |
| ○    | 新村優貴               | 3R終了 判定3-0                | Road to GLORY JAPAN -85kg【準決勝】                | 2013年5月3日   |
| ×    | 上原誠                 | 5R終了 判定1-2                | RISE92                                             | 2013年3月17日  |
| ○    | 羅王丸                 | 3R 1:30 KO（右ハイキック）    | RISE90                                             | 2012年10月25日 |
| ○    | 羅王丸                 | 1R 1:42 KO（右ミドルキック）  | RISE88                                             | 2012年6月2日   |
| ○    | 木村秀和               | 3R終了 判定3-0                | RISE 87                                            | 2012年3月24日  |
| ○    | 幸ノリ                 | 1R 1：54 KO（右ハイキック）   | RISE 86                                            | 2012年1月28日  |
| ○    | 高萩ツトム             | 3R 2:27 KO(右ハイキック）)    | RISE 74                                            | 2011年2月27日  |
| ○    | Ismael”Cobra”Aoki      | 1R 1：50 KO                   | RISE 73R                                           | 2010年12月19日 |
| ○    | 井上俊介               | 3R TKO                        | S-cup2010                                          | 2010年11月23日 |
| ×    | 上原誠                 | 3R 1：24 KO（左ハイキック）   | RISE 68                                            | 2010年7月31日  |
| ○    | 丹山命                 | 1R 2：50 KO（右ストレート）   | RISE65                                             | 2010年5月16日  |
| ○    | 福田雄平               | 1R 2：07 KO（膝蹴り）         | RISE 61                                            | 2010年1月24日  |
| ○    | 池野榮司               | 2R 2：01 KO(3ダウン)          | RISE 59                                            | 2009年10月4日  |
| ○    | 河野真弓               | 1R 0：34 KO（膝蹴り）         | K-1 WORLD GP 2009 IN TOKYO【オープニングファイト】 | 2009年8月11日  |
| ○    | 伊賀弘治               | 1R KO（右フック）             | 武志道-bushido-其の参                              | 2009年6月1日   |
| ×    | ピーターソン・シャカル | 2R終了 KO(ドクターストップ）) | TRIAL LEAGUE                                       | 2008年12月7日  |
| ○    | ナーセル・アマディアン | 2R 1：30 KO（右ストレート）   | TRIAL LEAGUE                                       | 2008年10月12日 |
| ○    | 鶴巻伸洋               | 1R 2：42 KO（3ダウン）        | TRIAL 定3-LEAGUE                                   | 2006年3月12日  |

## 獲得タイトル
- 第24回全日本ウェイト制空手道選手権大会軽重量級 準優勝(2007年)
- RISE第３代ヘビー級王者（2012年）
- Road to GLORY  JAPAN−85kgトーナメント優勝（2013年）
- シュートボクシング初代ヘビー級王者（2015年）